# بوهدان اندژیفسکی
بوهدان اندژیفسکی (انگلیسی: Bohdan Andrzejewski؛ زادهٔ ۱۵ ژانویهٔ ۱۹۴۲) ورزشکار شمشیربازی اهل لهستان است.
وی در مسابقات کشوری و بین‌المللی در مجموع برندهٔ ۱ مدال برنز شده‌است.